# فيرجينيا كيلوغ
فيرجينيا كيلوغ (بالإنجليزية: Virginia Kellogg)‏ هي كاتبة مسرحية وكاتبة سيناريو أمريكية، ولدت في 3 ديسمبر 1907 في لوس أنجلوس في الولايات المتحدة، وتوفيت في 8 أبريل 1981 في وست وود في الولايات المتحدة.

## وصلات خارجية
- فيرجينيا كيلوغ على موقع IMDb (الإنجليزية)
- فيرجينيا كيلوغ على موقع ألو سيني (الفرنسية)
- فيرجينيا كيلوغ على موقع أول موفي (الإنجليزية)
- فيرجينيا كيلوغ على موقع قاعدة بيانات الأفلام السويدية (السويدية)
- فيرجينيا كيلوغ على موقع قاعدة بيانات الفيلم (الإنجليزية)
- فيرجينيا كيلوغ على موقع كينوبويسك (الروسية)